# Peridea gigantea
Peridea gigantea är en fjärilsart som beskrevs av Butler 1877. Peridea gigantea ingår i släktet Peridea och familjen tandspinnare. Inga underarter finns listade i Catalogue of Life.